# George Herbert Baker
George Herbert Baker foi um impressionista americano (14 de fevereiro de 1878 - 1943) que nasceu em Muncie, Indiana. Como pintor trabalhava com  óleo, aquarela e  pastel.

## Biografia
Enquanto era adolescente, George mudou-se para Richmond, Indiana. Estudou na Academia de Artes de Cincinnati e da Escola de Arte Boothbay. Tornou-se famoso principalmente pelas paisagens que pintou. Quando perguntado sobre seu uso da cor Baker respondeu: 
"Eu não pinto a natureza da maneira que é. Eu pinto a natureza da maneira que eu gostaria que fosse".
Avançando na carreira, George desprendeu-se das paisagens e começou a pintar cenas marítimas. no Verão de 1931 pintou a costa da Nova Inglaterra e as montanhas rochosas nos Estados Unidos.
A sua obra está exposta nos seguintes museus: Museu de Arte Richmond , Earlham College , da Universidade de Miami, Biblioteca Morrisson-Reeves, Centerville, Biblioteca de Indiana e um grupo dedicado de colecionadores particulares.
Pertencia e foi um dos fundadores do clube Paleta de Richmond, sendo o presidente da organização. Seu uso ousado de cores arrojadas levou a rumores de alcoolismo, mas estes não podem ser confirmados.

## Prêmios
Durante a sua vida, George Herbert Baker, ganhou inúmeros prêmios, tais como:  
- Prêmio Spaulding Jr. Howard

- Prêmio Nye

- Prêmio Muncie